# Хаасе, Бертиль
Бертиль Роберт Херман Хаасе Видарссон (швед. Bertil Robert Herman Haase Vidarsson; 5 июня 1923, Уппсала, Швеция — 7 июля 2014, Фагерста, Швеция) — шведский пятиборец, бронзовый призёр зимних Олимпийских игр в Санкт-Морице (1948) в зимнем пятиборье как демонстрационном виде спорта.

## Спортивная карьера
Ещё подростком увлекался различными видами спорта: лыжными гонками, плаванием, бегом. Обучаясь добровольцем в сержантской школе, стал ещё активнее заниматься спортом. Ушел из армии в звании капитана. Выступал за стокгольмский клуб Stockholms Studenternas Idrottsförening.
На зимних Олимпийских играх в Санкт-Морице (1948) занял третье место в демонстрационных соревнованиях по зимнему пятиборью (выиграв скоростной спуск и лыжную гонку на 10 километров). Поскольку эта дисциплина не закрепилась в олимпийской программе, продолжил соревноваться в современном пятиборье. На летней Олимпиаде в Хельсинки (1952) был запасным, летней Олимпиаде в Мельбурне (1956) занял семнадцатое место. Также принимал участие в командных соревнованиях, которые шведы, находясь в числе лидеров, не смогли завершить из-за падения Бьёрна Тофельта во время конкура.
На первенстве мира по современному пятиборью в Берне (1950) стал чемпионом в командных соревнованиях, через четыре года в Будапеште (1954) был бронзовым призёром в команде. В том же году стал чемпионом страны. В 1957 г. завершил спортивную карьеру.
Окончил инженерный факультет Королевского технологического института, специализируясь на металлургии и затем работал в сталелитейной промышленности в городе Фагерста. Был председателем местного теннисного клуба.